# Pulaski County Motorsports Park
Der Pulaski County Motorsports Park (früher: Pulaski County Speedway, New River Valley Speedway, Motor Mile Speedway) ist eine Motorsport-Rennstrecke in Pulaski County, Virginia.

## Geschichte
Das Landgebiet auf dem heute die Rennstrecke liegt wurde bereits in den 1940er-Jahren als Rennstrecke entdeckt, doch es dauerte bis 1952, bis die Rennstrecke für das Publikum zugänglich wurde. In den Jahren nach der Eröffnung war die Strecke hauptsächlich Austragungsort für Hot-Rod-Rennen. Mit der Winston Racing Series kam auch die NASCAR nach Pulaski.
1988 kam es nach großen Renovierungen zur Neueröffnung der Strecke, die ab dann von der NASCAR sanktioniert wurde. 1992 bekam sie den neuen Namen "New River Valley Speedway". 
2004 erwarb die Shelor Automotive Group den Ovalkurs der zu dem Zeitpunkt Platz für 10.000 Zuschauer hat. Mit den neuen Besitzern bekam der Kurs den Namen "Motor Mile Speedway".
Nachdem ursprünglich 2017 jegliche Ovalkursrennen auf der Strecke eingestellt werden sollten, kam es 2019 zur Wiedereröffnung, erneut unter NASCAR-Sanktionierung. 2024 übergaben die Besitzer seitens Shelor die Rennstrecke an den Pulaski County. Diese erhielt den Namen "Pulaski County Motorsports Park". Allerdings kamen seitdem keine Rennveranstaltungen mehr zur Austragung. 

## Die Strecke
Die Strecke ist ein asphaltierter Ovalkurs der sich über 0,669 km erstreckt, wobei die Kurvenüberhöhung 15° beträgt. Sie wird aktuell vor allem für Rennen der Late Model Stock-Rennen verwendet.

## Veranstaltungen
Auf der Strecke fanden zwischen 1989 und 1992 4 Läufe zur Nascar Busch Grand National Series, der heutigen Xfinity Series, statt. Daneben wurde die Strecke in den Folgejahren für Rennen der NASCAR Busch North Series und der Whelen Southern Modified Tour verwendet. Neben den NASCAR-Rennen fanden auch Rennen der X-1R Pro Cup Series statt.